# インドネシア諸族

インドネシアの民族

本項ではインドネシア諸族の一覧を示す。
ネグリト族系
- ネグリト族

ヴェドイド族系
- アキット族
- オラン・ブヌア族
- オラン・ウル族
- クブ族
- ジャクン族
- セノイ族
- トアラ族
- トケア族
- トムナ族
- ママック族
- ルブ族

マレー族系
- アチェー族
- アトニ族
- アブン族
- アポ・ドゥアト族
- アマハイ族
- アラス族
- アルーネ族
- アルフール族
- アロール族
- アンコラ族
- イバン族
- ヴェシ族
- ウェダ族
- ウェマーレ族
- ウンバロー族
- エンガノ族
- エンデ族
- オト族
- オト・ダヌム族
- オラン・ラウト族
- ガオ族
- ガジュ族
- ガダ族
- カダザン族
- カヤン族
- ガヨ族
- カリス族
- ガール族
- カロ族
- ギマン族
- クニャー族
- クバン族
- クリンチ族
- クンダヤン族
- ケオ族
- ケダン族
- ケラビット族
- ゴロンタロ族
- サウ族
- ササク族
- サックダイ族
- サマ族
- サルアン族
- サワイ族
- サンギル族
- シッカ族
- シマルングン族
- シメウル・バニャック族
- ジャワ族
- シンキル族
- スンダ族
- スンバ族
- スンバワ族
- セガイ族
- ソロール族
- ダオ族
- タナバル族
- タニンバル族
- タマン族
- ティドン族
- トゥグティル族
- トゥングル族
- トバ族
- トラキ族
- トラジャ族
- ドンゴ族
- ナゲ族
- ニアス族
- ヌサヴェレ族
- バウェアン族
- パクパク族
- バサプ族
- パセマー族
- バタク族
- パタニ族
- バチャン族
- バティン族
- バトゥ族
- バドゥイ族
- ハトゥオロ族
- バドハ族
- バハウ族
- パミンギル族
- バランタク族
- バリ族
- バリト族
- パルエ族
- バンガイ族
- バンダ族
- ビダユ族
- ビマ族
- ブカット族
- プカル族
- ブギス族
- ブキット族
- ブサン族
- ブダ族
- ブトン族
- プナン族
- プビアン族
- ブリ族
- ブル族
- ブルンガン族
- ベカタン族
- ベル族
- ヘロン族
- ホアウル族
- ボトル族
- ボラーン・モゴンドウ族
- ボンフィア族
- マウメレ族
- マカッサル族
- マキアン族
- マドゥラ族
- マーニャン族
- マヌセラ族
- マハ族
- マリンゲイ族
- マレー族
- マロー族
- マンガライ族
- マンダイリン族
- マンダル族
- ミナハサ族
- ミナンカバウ族
- ムコムコ族
- ムナ族
- ムルット族
- メンガイ族
- メンタウェイ族
- モダンド族
- ランポン族
- リオ族
- ルアンガン族
- ルン・ダイェ族
- ルン・バワン族
- レジャン族
- レティ族
- レンバグ族
- ロティ族
- ロン・グラット族
- ワクトゥ・トゥルー族
- ワクトゥ・リマ族
- ワハエラマ族

メラネシア族系
- アンボン族
- イラルトゥ族
- ジャイロロ族
- センタニ族
- トバティ族
- ビアク族
- ワロペン族
- ワンダメン族

パプア族系
- アウユ族
- アスマット族
- アムグメ族
- アムンメ族
- アヤニ族
- アラペシュ族
- アル族
- アロール族
- イァトムル族
- ウォダニ族
- エカリ族
- カウレ族
- カモロ族
- ガレラ族
- キマム族
- キムヤル族
- クククク族
- ケイ族
- コロワイ族（英語版）
- コンバイ族
- サワ族
- シビルミン族
- セイル族
- ダニ族
- ティドレ族
- テルナテ族
- トバル族
- トベロ族
- トル族
- ニンゲルム族
- パグ族
- マイブラット族
- マキアン族
- マリンド・アニム族
- マンゴナ族
- ミミカン族
- ムユ族
- ムンドゥグモール族
- メク族
- モドレ族
- モニ族
- ヤカイ族
- ロロダ族
- ワノ族